# The Rook
The Rook es una serie de televisión estadounidense de drama sobrenatural y misterio basada en la novela homónima de Daniel O’Malley que se estrenó el 30 de junio de 2019 en Starz.

## Sinopsis
La serie se centra en una joven perseguida por sombríos adversarios paranormales mientras lidia con sus extraordinarias habilidades. Después de despertarse en un parque con amnesia total – y rodeada de cadáveres, todos con guantes de látex – debe luchar para descubrir su pasado y retomar su posición al frente del servicio más secreto (sobrenatural) de Gran Bretaña ante los traidores que le robaron la memoria puedan terminar lo que comenzaron.

## Reparto

### Principales
- Emma Greenwell como Myfanwy Thomas
- Joely Richardson como Lady Farrier
- Olivia Munn como Monica Reed
- Adrian Lester como Conrad Grantchester
- Ronan Raftery como Robert
- Catherine Steadman como Eliza
- Jon Fletcher como Teddy / Alex
- Paula Patton

### Recurrentes
- Shelley Conn como Danielle Wulff
- James D'Arcy como el Dr. Andrew Bristol

## Episodios
| N.º | Título      | Dirigido por    | Escrito por             | Fecha de emisión original | Audiencia (millones) |
| --- | ----------- | --------------- | ----------------------- | ------------------------- | -------------------- |
| 1   | «Chapter 1» | Kari Skogland   | Al Blyth & Sam Holcroft | 30 de junio de 2019       | 0.307                |
| 2   | «Chapter 2» | Kari Skogland   | Al Blyth & Sam Holcroft | 7 de julio de 2019        | 0.288                |
| 3   | «Chapter 3» | China Moo-Young | Francesca Gardiner      | 14 de julio de 2019       | 0.228                |
| 4   | «Chapter 4» | Sunu Gonera     | Al Blyth & Sam Holcroft | 21 de julio de 2019       | 0.220                |
| 5   | «Chapter 5» | China Moo-Young | Al Blyth & Sam Holcroft | 28 de julio de 2019       | 0.216                |
| 6   | «Chapter 6» | Sunu Gonera     | Francesca Gardiner      | 4 de agosto de 2019       | 0.157                |
| 7   | «Chapter 7» | Rebecca Johnson | Al Blyth & Sam Holcroft | 11 de agosto de 2019      | 0.190                |
| 8   | «Chapter 8» | China Moo-Young | —                       | 18 de agosto de 2019      | 0.192                |

## Producción

### Desarrollo
El 10 de noviembre de 2015, se anunció que Lionsgate y Stephenie Meyer, autora de la saga literaria, Twilight, desarrollarán una serie basada en la novela The Rook de Daniel O’Malley para Hulu y una cadena británica sin revelar. Meyer también se desempeñará como productora ejecutiva. El 28 de julio de 2017, se anunció que Starz ordenó la serie. Será escrito por los dramaturgos y guionistas, Sam Holcroft y Al Muriel que también coproducirán. Stephen Garrett y Meghan Hibbett serán productores ejecutivos. El 8 de mayo de 2018, se anunció que Kari Skogland dirigirá el episodio piloto. Además se anunció que Lisa Zwerling y Karyn Usher se desempeñan como productoras ejecutivas y showrunners en la serie. El 1 de junio de 2018, se anunció que Meyer abandonó la serie debido a diferencias creativas. El 8 de mayo de 2019, se anunció que la serie está programada para estrenarse el 30 de junio de 2019.

### Casting
El 23 de abril de 2018, se anunció que Paula Patton fue elegida. El 8 de mayo de 2018, se anunció que Emma Greenwell, Joely Richardson, Olivia Munn, Adrian Lester, Ronan Raftery, Catherine Steadman y Jon Fletcher fueron elegidos. El 20 de julio de 2018, se anunció que Shelley Conn y James D’Arcy habían sido elegidos en roles recurrentes.

### Rodaje
La serie comenzó a rodarse en Londres en mayo de 2018.

## Recepción
En Rotten Tomatoes, la serie recibió una aprobación de 44% y un promedio de 5.83/10 basado en 16 reseñas. El consenso crítico dice, «Aunque muestra algunas piezas de rompecabezas atractivamente llamativas, el tono agrio y las maniobras complejas de The Rook eclipsan su premisa intrigante». En Metacritic, que utiliza un promedio ponderado, asignó a la serie una puntuación de 62 sobre 100 con base en 6 reseñas, lo que indica «críticas generalmente favorables».